# بيني لويس
بيني لويس (بالإنجليزية: Bennie Lewis)‏ مواليد 29 يونيو 1987 في ملبورن، هو لاعب كرة سلة أمريكي. بدأ مسيرته الاحترافية في سنة 2009. يحمل الرقم 22.

## المسيرة الاحترافية
لعب مع ملبورن يونايتد في الدوري الأسترالي من سنة 2009 إلى 2013، ثم لعب مع فورت واين ماد أنتس في موسم 2013–2014، ثم لعب مع بليموث رايدرز في سنة 2015، ثم لعب مع ملبورن يونايتد في الدوري الأسترالي في موسم 2016–2017.